# Martín López-Zubero
Martín López-Zubero Purcell (Jacksonville, Florida, Estados Unidos, 23 de abril de 1969) es un exnadador español que ganó una medalla de oro olímpica en la modalidad de 200 metros espalda en los Juegos Olímpicos de Barcelona 1992.
Es hermano de los también nadadores olímpicos David López-Zubero y Julia López-Zubero.

## Familia
Su hermano mayor David López-Zubero ganó la medalla de bronce en los 100 metros mariposa en los Juegos Olímpicos de Moscú 1980, y su hermana Julia López-Zubero también participó en los JJ. OO. de Moscú 1980. Su padre, José Luis López-Zubero, fue un oftalmólogo español que emigró en el año 1955 a Estados Unidos y que en su juventud jugó al baloncesto en el CN Helios.

## Carrera deportiva
Participó en tres Juegos Olímpicos de Verano, obteniendo una medalla de oro en la edición de Barcelona 1992 en la prueba de 200 m espalda. Ganó cuatro medallas en el Campeonato Mundial de Natación en los años 1991 y 1994, y siete medallas en el Campeonato Europeo de Natación entre los años 1989 y 1997.

## Palmarés internacional
| Juegos Olímpicos   | Juegos Olímpicos        | Juegos Olímpicos  | Juegos Olímpicos |
| Año                | Lugar                   | Medalla           | Prueba           |
| ------------------ | ----------------------- | ----------------- | ---------------- |
| 1992               | Barcelona (España)      | Medalla de oro    | 200 m espalda    |
| Campeonato Mundial |                         |                   |                  |
| Año                | Lugar                   | Medalla           | Prueba           |
| 1991               | Perth (Australia)       | Medalla de oro    | 200 m espalda    |
| 1991               | Perth (Australia)       | Medalla de bronce | 100 m espalda    |
| 1994               | Roma (Italia)           | Medalla de oro    | 100 m espalda    |
| 1994               | Roma (Italia)           | Medalla de plata  | 200 m espalda    |
| Campeonato Europeo |                         |                   |                  |
| Año                | Lugar                   | Medalla           | Prueba           |
| 1989               | Bonn (RFA)              | Medalla de oro    | 100 m espalda    |
| 1991               | Atenas (Grecia)         | Medalla de oro    | 100 m espalda    |
| 1991               | Atenas (Grecia)         | Medalla de oro    | 200 m espalda    |
| 1991               | Atenas (Grecia)         | Medalla de plata  | 100 m mariposa   |
| 1993               | Sheffield (Reino Unido) | Medalla de oro    | 100 m espalda    |
| 1993               | Sheffield (Reino Unido) | Medalla de plata  | 200 m espalda    |
| 1997               | Sevilla (España)        | Medalla de oro    | 100 m espalda    |

## Distinciones
- Medalla de Oro de la Real Orden del Mérito Deportivo, otorgada por el Consejo Superior de Deportes (1994)[3]
- Gran Cruz de la Real Orden del Mérito Deportivo, otorgada por el Consejo Superior de Deportes (2002)[4]